# 견지동
견지동(堅志洞)은 서울특별시 종로구에 있는 행정동인 종로1·2·3·4가동 아래에 있는 법정동이다.

## 지명 유래
견지동이라는 이름은 일제가 원래의 지명과는 전혀 관계 없이 만들어 냈다. 견지동은 원래 견평방(堅平坊)에 의금부가 있었는데, 일제가 여러 동들을 합치면서 마음대로 견평방의 '평'(平) 자를 '지'(志) 자로 고치며 붙인 이름이다.

## 연혁
- 1914년 : 전동(典洞), 금부후동(禁府後洞), 동정동(銅井洞), 빙고동(氷庫洞), 청석동(靑石洞), 대사동(大寺洞)을 견지동(堅志洞)으로 통합
- 1936년 4월 : 견지정(堅志町)으로 변경
- 1943년 6월 : 신설된 종로구에 배속
- 1946년 10월 1일 : 견지동으로 변경

## 유적
- 조계사
- 불교중앙박물관
- 전동장 터